# Татарская слобода — Заисточье

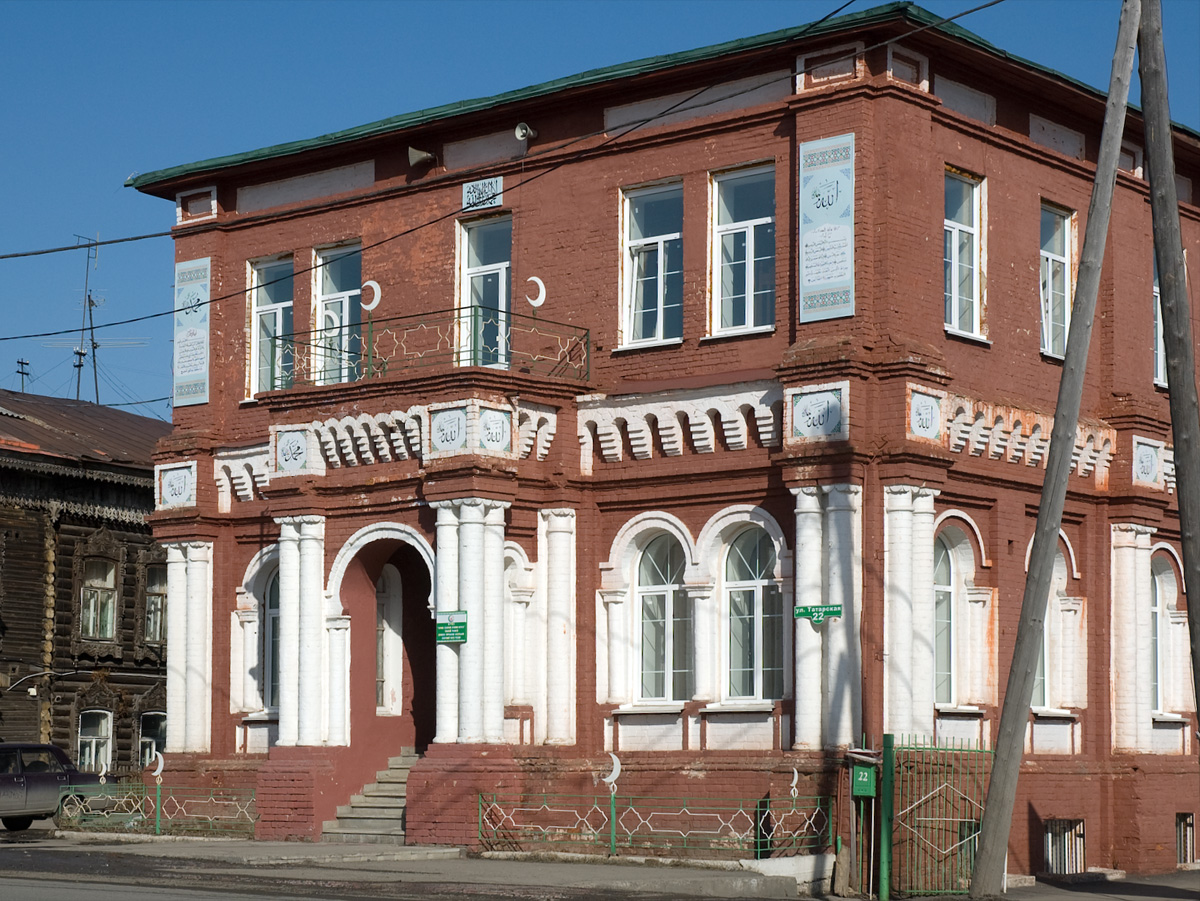
Комплекс Красной мечети — медресе на Татарской улице

Татарская слобода — Заисточье (также «Заисток») — поселение татар, сложившееся в начале XVII века на юго-западной границе Томска, является одним из исторических районов города. Главная улица — Татарская.
До 1914 года слобода была островом, отделённым от города протокой, называемой Исток. Сейчас эта протока протекает под землёй и имеет выход к реке Томь в районе улицы Дамбовой. Местность в обиходе обычно называется Заисток, то есть — расположенная за истоком.
В татарской слободе селились купцы, ремесленники, предприниматели, прибывшие из Казанской, Тобольской губерний, Средней Азии и других мест. В начале XX века действовали: кожевенное, спичечное, шерстомойное и другие производства.
К концу XIX века татарская слобода Томска стала одним из центров татарской культуры в Сибири — действовали педагогическое училище, 3 медресе, три мечети (в том числе Белая мечеть с духовным управлением из Бухары и Красная мечеть — из Уфы), клуб, библиотека.
Издавалась газета «Сибирия».

## Галерея

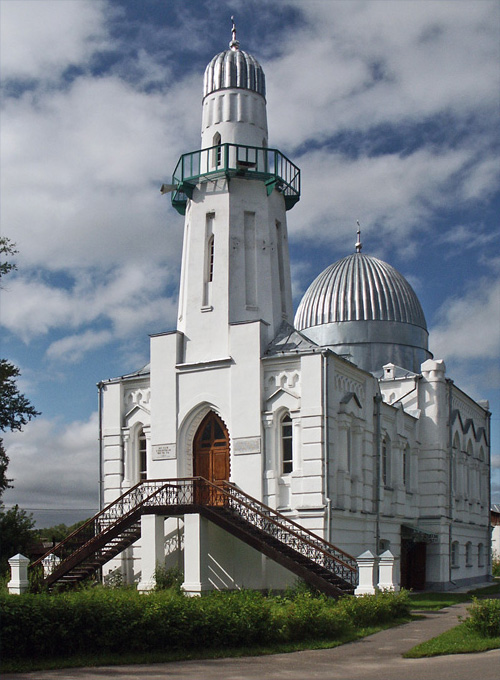
Белая мечеть
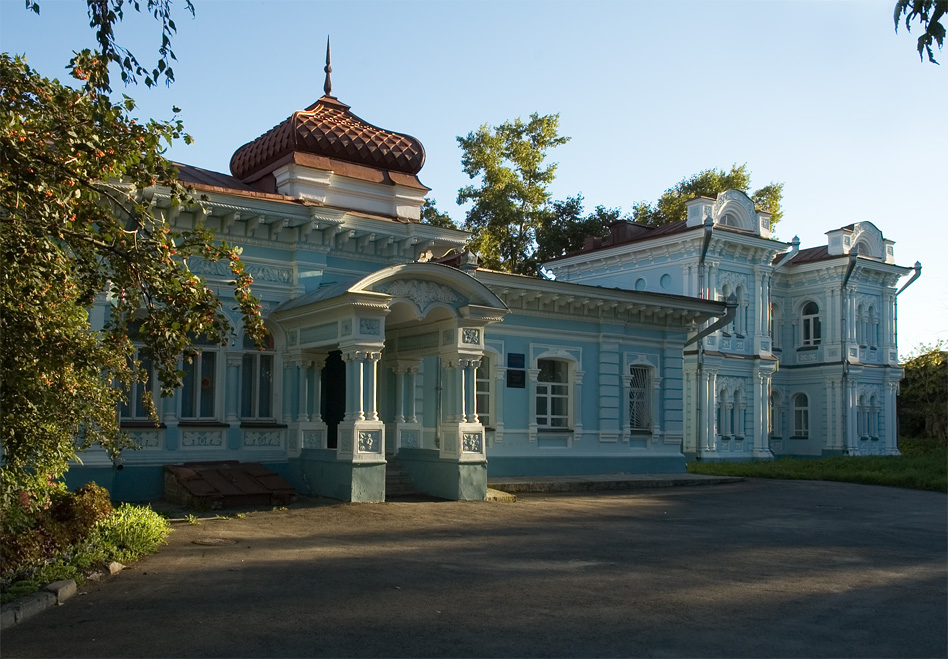
Центр татарской культуры
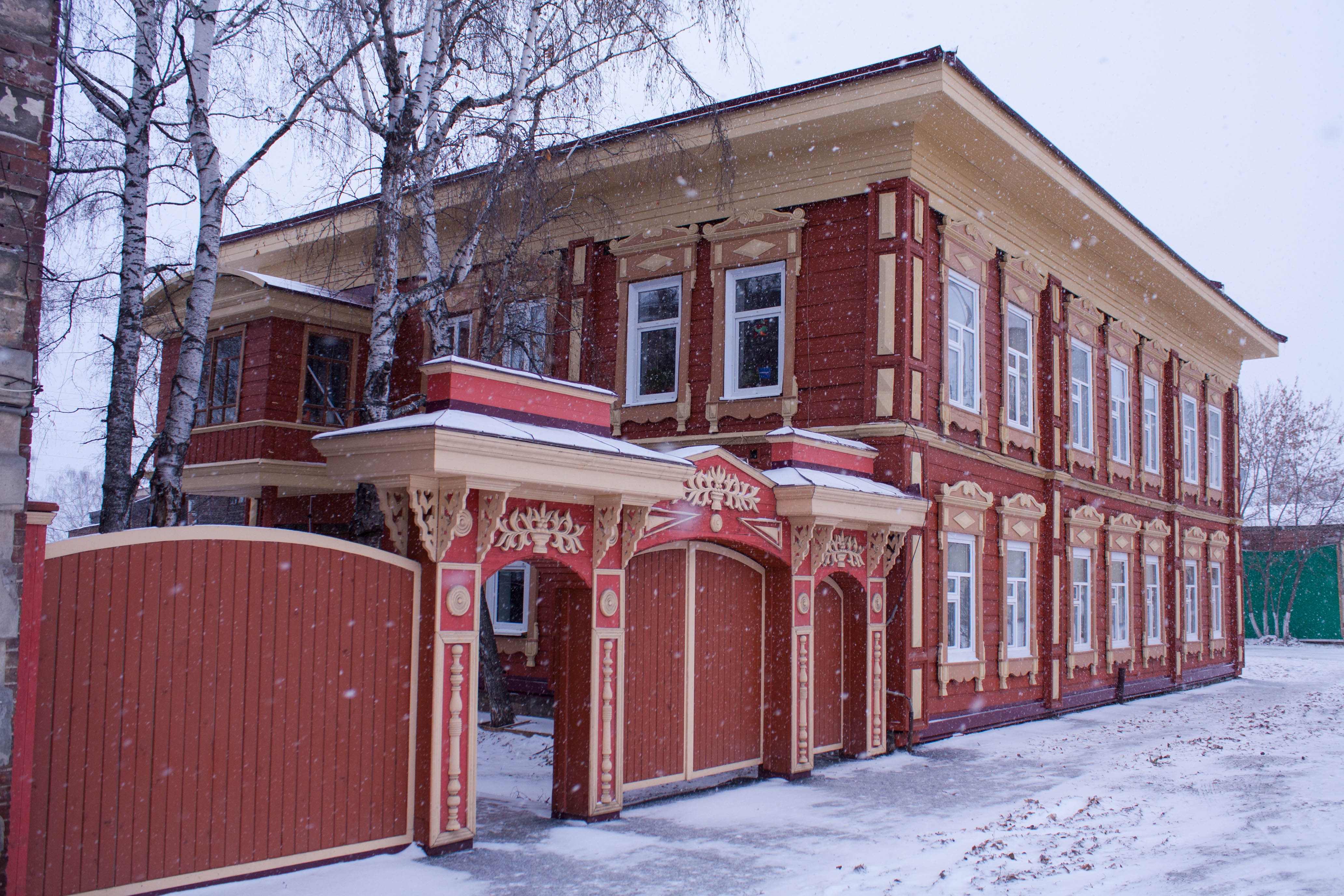
Татарская, 1
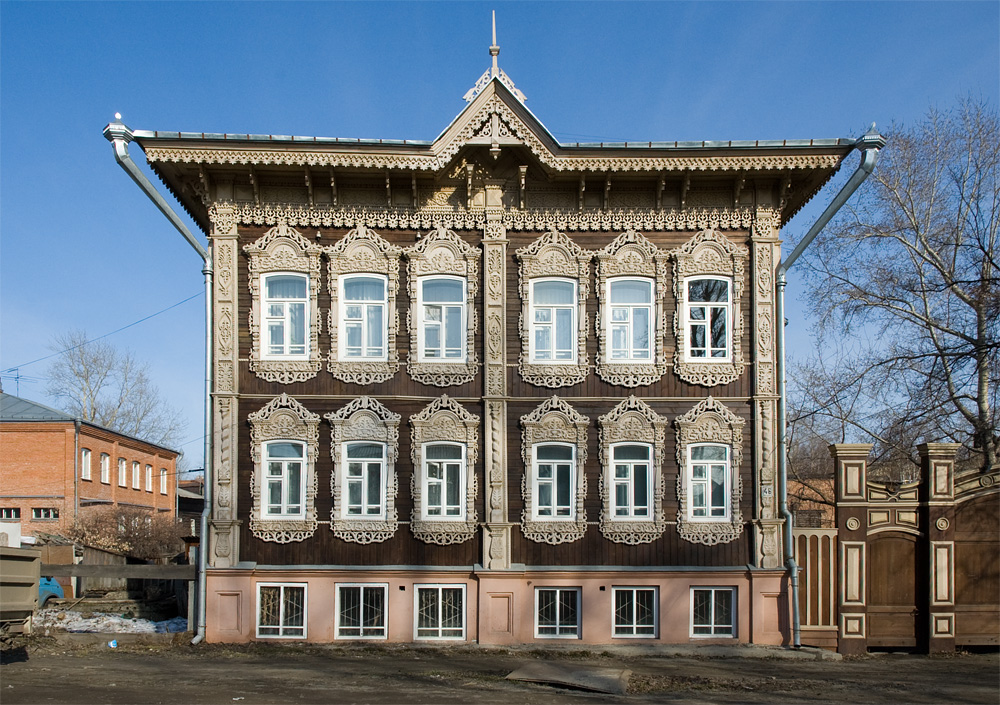
Татарская, 46
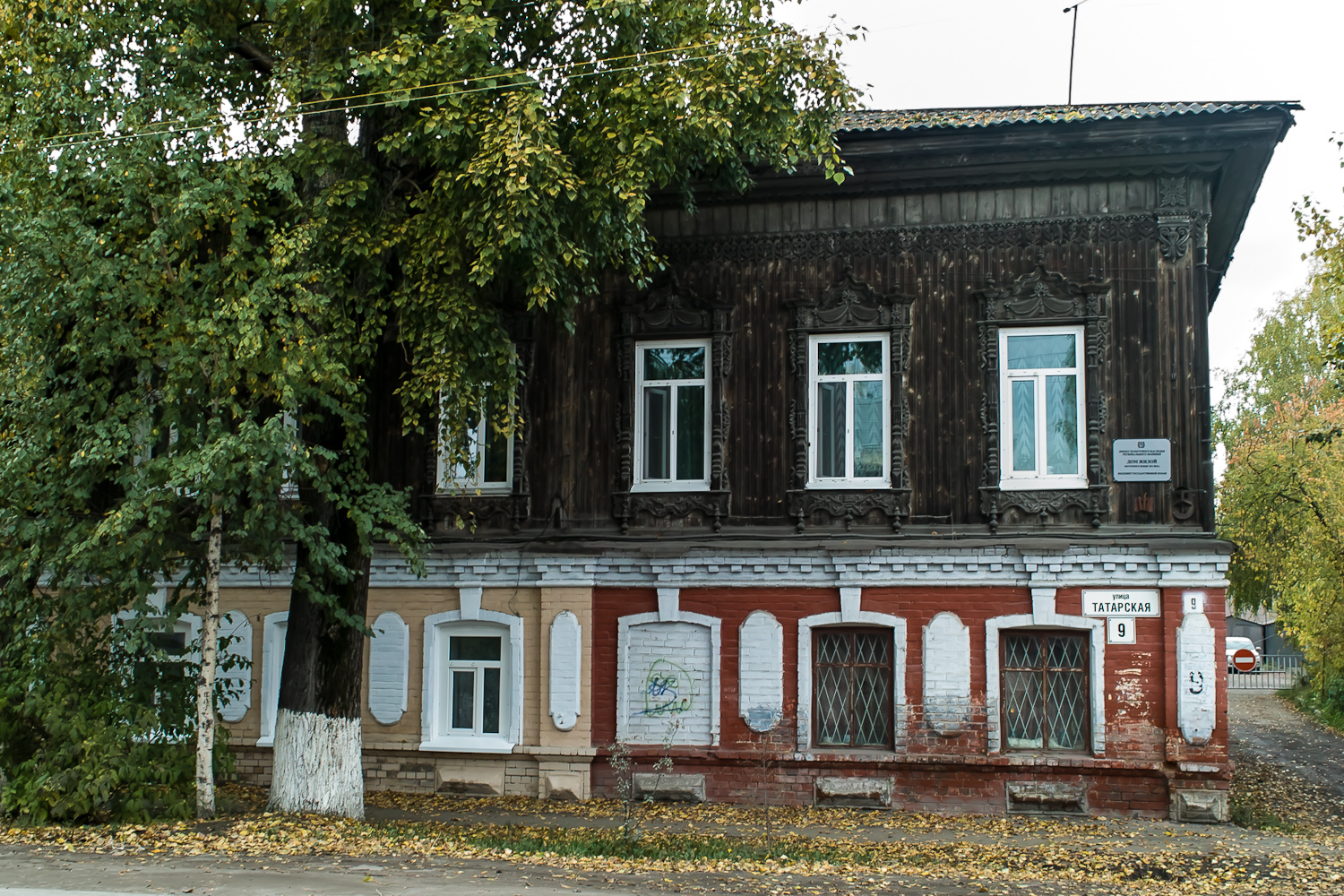
Татарская, 9
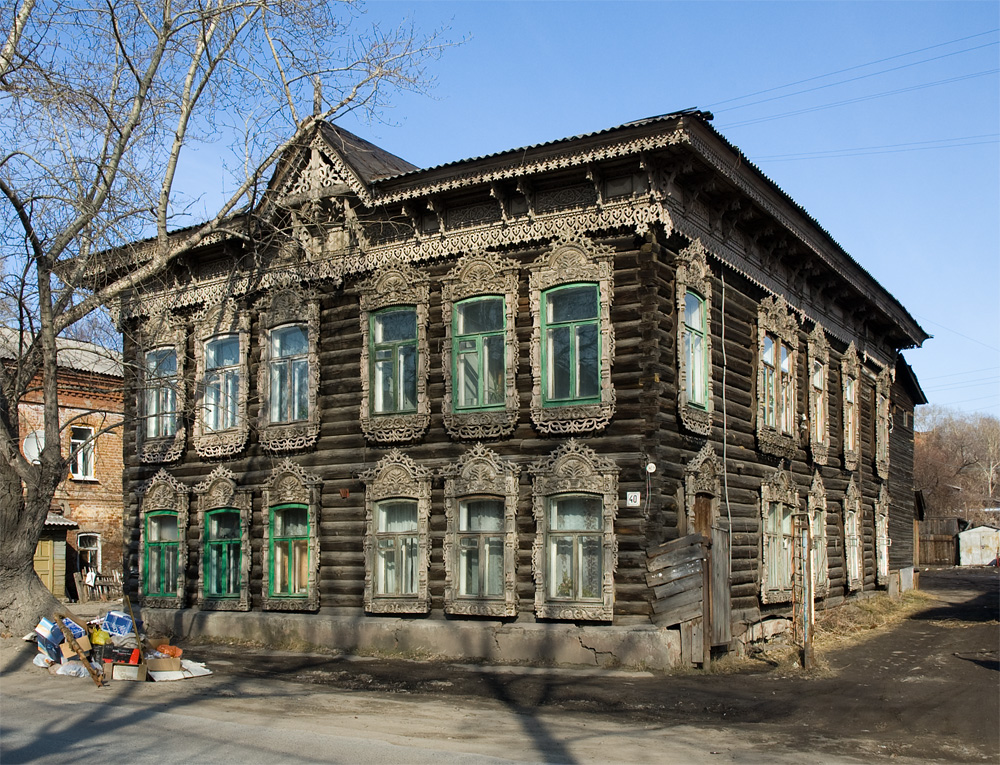
Татарская, 40
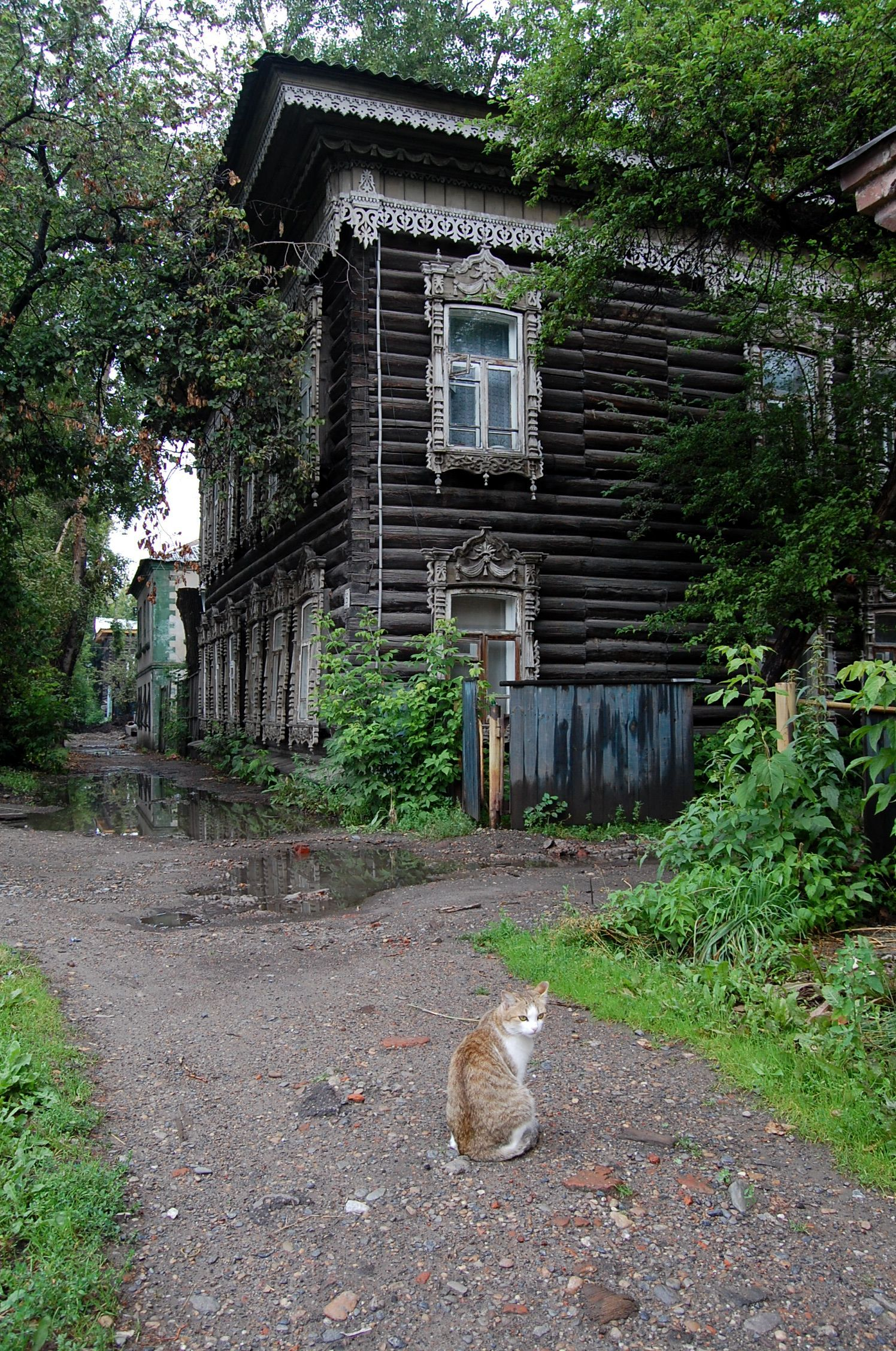